# Gnathostrangalia rufovittata
Gnathostrangalia rufovittata là một loài bọ cánh cứng trong họ Cerambycidae.